# Phacelia artemisioides
Phacelia artemisioides är en strävbladig växtart som beskrevs av August Heinrich Rudolf Grisebach. Phacelia artemisioides ingår i Faceliasläktet som ingår i familjen strävbladiga växter. Inga underarter finns listade i Catalogue of Life.